# Teorema di König
Nello studio della dinamica, il teorema di König, dovuto a Johann Samuel König, lega il momento angolare e l'energia cinetica di un sistema generico con la stessa quantità relativa al centro di massa.

## Sistema discreto

### Momento angolare

#### Enunciato
In un sistema di riferimento inerziale il momento angolare complessivo si può scrivere come
{\displaystyle {\vec {L}}={\vec {L}}_{\text{CM}}+{\vec {L}}'},
ovvero come la somma del momento angolare relativo al moto del centro di massa (dato dal prodotto vettoriale tra il vettore posizione e la quantità di moto del centro di massa) 
{\displaystyle {\vec {L}}_{\text{CM}}={\vec {r}}_{\text{CM}}\times \sum _{i}m_{i}{\vec {v}}_{\text{CM}}={\vec {r}}_{\text{CM}}\times M{\vec {v}}_{\text{CM}}}
e di quello {\displaystyle {\vec {L}}'} relativo al moto del sistema rispetto al centro di massa. Questo teorema dimostra che il moto di un sistema di punti materiali può essere descritto attraverso il moto del centro di massa ed il moto interno del sistema rispetto al centro di massa.

#### Dimostrazione
Assumendo come polo l'origine di un sistema di riferimento qualsiasi, il momento angolare totale di un sistema di punti è la somma dei momenti angolari di ogni suo componente:
{\displaystyle {\vec {L}}=\sum _{i}({\vec {r}}_{i}\times m_{i}{\vec {v}}_{i})} .
Poiché il vettore che descrive la posizione di ogni punto può essere scritto come la somma della posizione del centro di massa e la posizione del punto rispetto al centro di massa,
{\displaystyle {\vec {r}}_{i}={\vec {r}}_{\text{CM}}+{\vec {r}}'_{i}}
ed analogamente
{\displaystyle {\vec {v}}_{i}={\vec {v}}_{\text{CM}}+{\vec {v}}'_{i}} ,
si ottiene
{\displaystyle {\vec {L}}=\sum _{i}({\vec {r}}_{\text{CM}}+{\vec {r}}'_{i})\times m_{i}({\vec {v}}_{\text{CM}}+{\vec {v}}'_{i})} .
Esplicitando la relazione si ha
{\displaystyle {\vec {L}}=\sum _{i}{\vec {r}}'_{i}\times m_{i}{\vec {v}}'_{i}+\left(\sum _{i}m_{i}{\vec {r}}'_{i}\right)\times {\vec {v}}_{\text{CM}}+{\vec {r}}_{\text{CM}}\times \sum _{i}m_{i}{\vec {v}}'_{i}+\sum _{i}{\vec {r}}_{\text{CM}}\times m_{i}{\vec {v}}_{\text{CM}}}.
Il primo termine rappresenta il momento angolare {\displaystyle {\vec {L}}'}del sistema rispetto al centro di massa. Il secondo e il terzo termine sono entrambi nulli, poiché per definizione di centro di massa valgono le relazioni
{\displaystyle \sum _{i}m_{i}{\vec {r}}'_{i}=0}
{\displaystyle \sum _{i}m_{i}{\vec {v}}'_{i}=0} .
Infine, nell'ultimo termine la somma può essere portata sulle masse {\displaystyle m_{i}} ottenendo
{\displaystyle \sum _{i}{\vec {r}}_{\text{CM}}\times m_{i}{\vec {v}}_{\text{CM}}=M\cdot {\vec {r}}_{\text{CM}}\times {\vec {v}}_{\text{CM}}},
dove {\displaystyle M\ } è la massa totale del sistema, e rappresenta il momento angolare {\displaystyle {\vec {L}}_{\text{CM}}} relativo al moto del centro di massa.

### Energia cinetica

#### Enunciato
La seconda parte afferma che l'energia cinetica totale di un sistema di punti materiali {\displaystyle \{(\mathbf {r} _{i},m_{i})\}_{i\in {I}}}, dove{\displaystyle (\mathbf {r} _{i},m_{i})\in {\mathbb {R} ^{3}\times \mathbb {R} }} è una coppia posizione-massa e {\displaystyle I} un sottoinsieme di indici dei naturali, rispetto ad un dato sistema di riferimento {\displaystyle (O,{\hat {u_{1}}},{\hat {u_{2}}},{\hat {u_{3}}})} è la somma:
{\displaystyle T=T'+T_{\text{CM}},}
ove {\displaystyle T_{\text{CM}}} è l'energia cinetica di traslazione del "centro di massa" (quella che avrebbe un corpo di massa pari a quella totale del sistema, con la velocità propria del centro di massa), e {\displaystyle T'} l'energia cinetica rispetto ad un riferimento con origine nel baricentro e assi invariabili rispetto al riferimento {\displaystyle (O,{\hat {u_{1}}},{\hat {u_{2}}},{\hat {u_{3}}})} .
Questo teorema ha moltissime applicazioni nella fisica, in quanto rende possibile utilizzare alcuni metodi sviluppati per il punto materiale anche con corpi estesi.

#### Dimostrazione
Consideriamo per semplicità il sistema come costituito da un numero {\displaystyle N} finito di punti materiali, ciascuno dei quali avente massa, posizione e velocità date rispettivamente da {\displaystyle m_{i}}, {\displaystyle \mathbf {r} _{i}} e {\displaystyle \mathbf {v} _{i}}, in un sistema di riferimento qualsiasi.
L'energia cinetica totale del sistema risulta
{\displaystyle T=\sum _{i}{\frac {1}{2}}m_{i}v_{i}^{2}}
Sostituendo {\displaystyle \mathbf {v} _{i}={\mathbf {v} _{i}}'+\mathbf {v} _{\text{CM}}}, dove {\displaystyle {\mathbf {v} _{i}}'} è la velocità dell'i-esimo punto materiale nel sistema di riferimento del centro di massa e {\displaystyle \mathbf {v} _{\text{CM}}} è la velocità del centro di massa nel sistema inerziale, risulta 
{\displaystyle T=\sum _{i}{\frac {1}{2}}m_{i}({\vec {v}}'_{i}+{\vec {v}}_{\text{CM}})^{2}}
che è anche 
{\displaystyle T=\sum _{i}{\frac {1}{2}}m_{i}({\vec {v}}'_{i}+{\vec {v}}_{\text{CM}})\cdot ({\vec {v}}'_{i}+{\vec {v}}_{\text{CM}})=\sum _{i}{\frac {1}{2}}m_{i}{v'_{i}}^{2}+{\vec {v}}_{\text{CM}}\cdot \sum _{i}m_{i}{\vec {v}}'_{i}+\sum _{i}{\frac {1}{2}}m_{i}v_{\text{CM}}^{2}}.
Ponendo
{\displaystyle T'=\sum _{i}{\frac {1}{2}}m_{i}{v'_{i}}^{2}}
e
{\displaystyle T_{\text{CM}}=\sum _{i}{\frac {1}{2}}m_{i}v_{\text{CM}}^{2}={\frac {1}{2}}Mv_{\text{CM}}^{2},}
dove {\displaystyle M} è la massa totale di tutti i punti materiali.
Notiamo inoltre che {\displaystyle \sum _{i}m_{i}{\vec {v}}'_{i}}, per definizione di baricentro, è pari a {\displaystyle M{\vec {v}}'_{\text{CM}}} dove {\displaystyle {\vec {v}}'_{\text{CM}}} è la velocità del baricentro rispetto al riferimento baricentrale, cioè nulla; quindi:
{\displaystyle {\vec {v}}_{CM}\cdot \sum _{i}m_{i}{\vec {v}}'_{i}=0,}
risulta quindi
{\displaystyle T=T'+T_{\text{CM}}}
come volevasi dimostrare.

## Corpo rigido

### Momento angolare
Per un corpo rigido, il termine che viene sommato al momento angolare del centro di massa rappresenta quello di rotazione attorno all'asse istantaneo di rotazione passante per il centro di massa. Infatti dal teorema fondamentale della cinematica del corpo rigido:
{\displaystyle {\vec {L}}={\vec {r}}_{\text{CM}}\times \sum _{i}m_{i}{\vec {v}}_{\text{CM}}+\sum _{i}{\vec {r}}'_{i}\times m_{i}{\vec {\omega }}\times {\vec {r}}'_{i}.}
Ne segue: 
{\displaystyle {\vec {L}}={\vec {r}}_{\text{CM}}\times \sum _{i}m_{i}{\vec {v}}_{\text{CM}}+\sum _{i}m_{i}{\vec {r}}_{i}^{\prime }\times {\vec {\omega }}\times {\vec {r}}_{i}.}
Lungo gli assi principali {\displaystyle {\hat {u}}_{m}}, con {\displaystyle m=1,2,3}, tali che 
{\displaystyle {\vec {r}}_{i}^{\prime }=\sum _{m=1}^{3}x_{im}^{\prime }{\hat {u}}_{m},}
si ha:
{\displaystyle {\vec {L}}={\vec {r}}_{\text{CM}}\times \sum _{i}m_{i}{\vec {v}}_{\text{CM}}+\sum _{m=1}^{3}{\hat {u}}_{m}\sum _{i}m_{i}{x'}_{im}^{2}\omega _{m}}
Globalmente il momento angolare assume quindi la forma vettoriale:
{\displaystyle {\vec {L}}={\vec {r}}_{\text{CM}}\times M{\vec {v}}_{\text{CM}}+\mathbf {I} _{\text{CM}}{\vec {\omega }}}
dove {\displaystyle M} è la massa totale, {\displaystyle v_{\text{CM}}} è il modulo della velocità del centro di massa, {\displaystyle \mathbf {I} _{\text{CM}}} il tensore di inerzia del corpo rispetto al centro di massa e  {\displaystyle {\vec {\omega }}} è la velocità angolare.

### Energia cinetica
Per un corpo rigido, il termine che viene sommato all'energia del centro di massa rappresenta l'energia di rotazione attorno all'asse istantaneo di rotazione passante per il centro di massa. Infatti dal teorema fondamentale della cinematica del corpo rigido:
{\displaystyle T={\frac {1}{2}}Mv_{\text{CM}}^{2}+\sum _{n}{\frac {1}{2}}m_{n}{({\vec {\omega }}\times {\vec {r}}_{n})}^{2}={\frac {1}{2}}Mv_{\text{CM}}^{2}+{\frac {1}{2}}{\vec {\omega }}\cdot (\mathbf {I} _{\text{CM}}{\vec {\omega }})}
Globalmente l'energia cinetica assume quindi la forma:
{\displaystyle T={\frac {1}{2}}Mv_{\text{CM}}^{2}+{\frac {1}{2}}{\vec {\omega }}\cdot (\mathbf {I} _{\text{CM}}{\vec {\omega }})}
dove {\displaystyle M} è la massa totale, {\displaystyle v_{\text{CM}}} è il modulo della velocità del centro di massa, {\displaystyle \mathbf {I} _{\text{CM}}} il tensore di inerzia del corpo rispetto al centro di massa e {\displaystyle {\vec {\omega }}} è la velocità angolare.